# Ангер (Баварія)
Ангер (нім. Anger) — громада в Німеччині, знаходиться в землі Баварія. Підпорядковується адміністративному округу Верхня Баварія. Входить до складу району Берхтесґаден.
Площа — 45,91 км2. Населення становить 4532 ос. (станом на 31 грудня 2020).